# 金庾信墓
金庾信墓（きんゆしんぼ、ハングル: 김유신묘〈キムユシンミョ〉）は、韓国、慶尚北道慶州市仙桃洞にある玉女峯（ハングル: 옥녀봉〈オクニョボン〉）の東丘陵の中腹に位置する統一新羅の古墳であり、新羅の将軍で宰相であった金庾信の墓と伝えられる。1963年、金庾信墓は大韓民国指定史跡第21号に指定され、2011年7月28日より慶州金庾信墓（ハングル: 경주 김유신묘）に指定名称が変更された。

## 概要
玉女峯の東峰となる松花山（ハングル: 송화산〈ソンファサン〉）のの尾根上斜面に造営された墓は、新羅の陵のなかでもとりわけ広い敷地面積を占めている。墓は南方を向いた円形の封土墳で、直径15.8メートル、高さ5.32メートルである。円形墳の基辺外囲には1.2メートルの護石（ハングル: 호석〈腰石〉）が備えられ、十二支神像が彫刻される。その護石の間には1つずつ束石を据える。円墳の外周は石製欄干（玉垣）で囲まれ、38本の縦柱と上下2本の貫があるが、大半は新たな石材により修復されている。

## 十二支神像
円墳の周囲に巡らされた護石の十二支神像（獣首人身像）の浮き彫りは、8世紀後半に作られたものとされ、統一新羅時代に編成された独特な墳墓装飾として保存状態が良く、優れたものと評価される。獣首人身十二支像は、隋の7世紀初頭（大業年間、605-618年）の副葬品より認められる。また唐の中期（8世紀中頃）以降に盛んになる仏教的な十二支像に対し、新羅の王陵を装飾する立像は神将像（十二神将）に類似する要素が見られ、これらは新羅王権の護国思想と習合したものと捉えられる。北の子（ネズミ）神に始まる十二支神像は平服の姿で、刀剣・槍・二叉・槌・鉢・宝珠などを手に持つ。
さらに円墳の周辺からは、蝋石（ろうせき）に彫られた武装姿の卯（ウサギ）・午（ウマ）・亥（イノシシ）の十二支神将像が発掘されている。

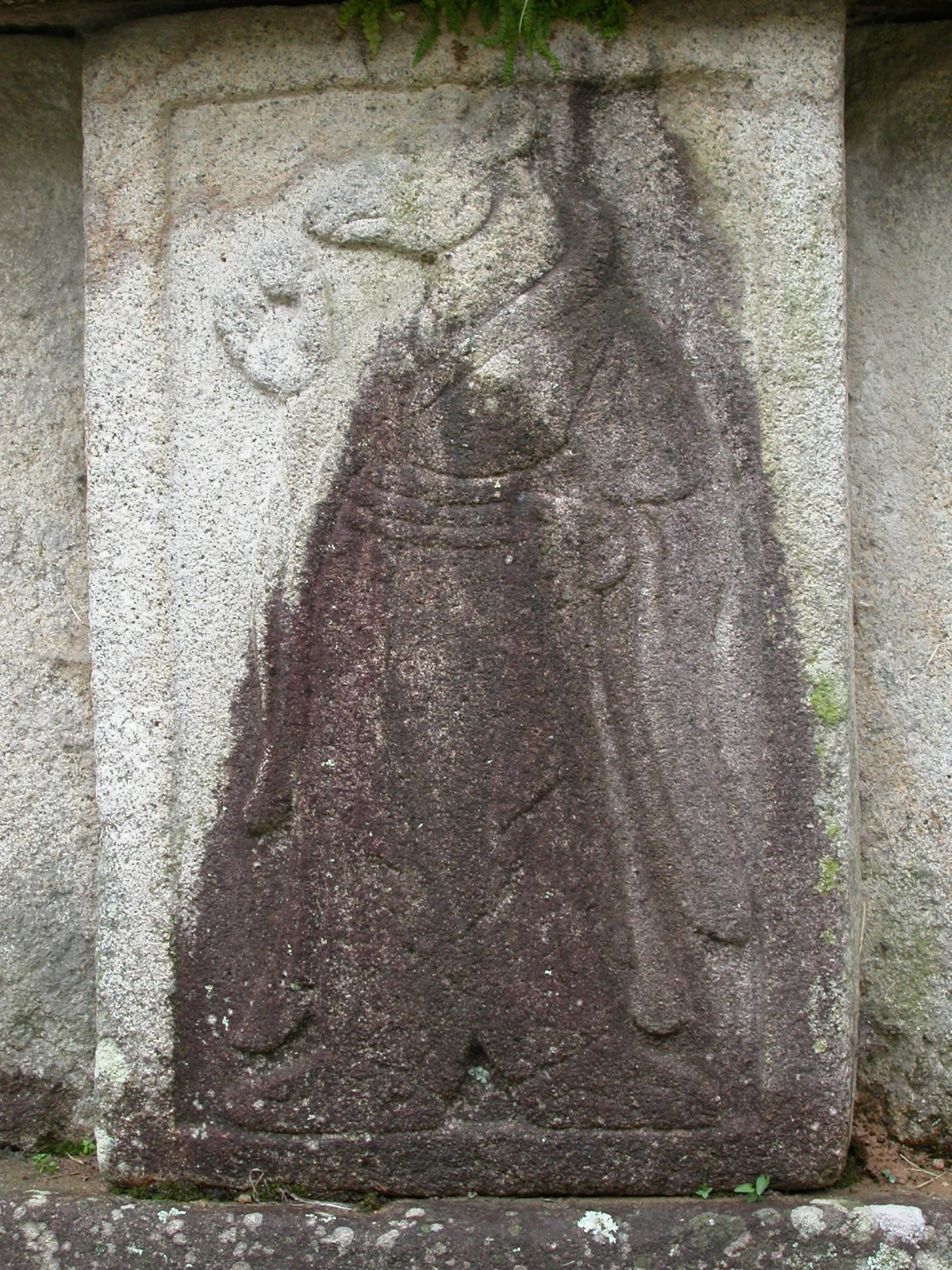
十二支神像（子）
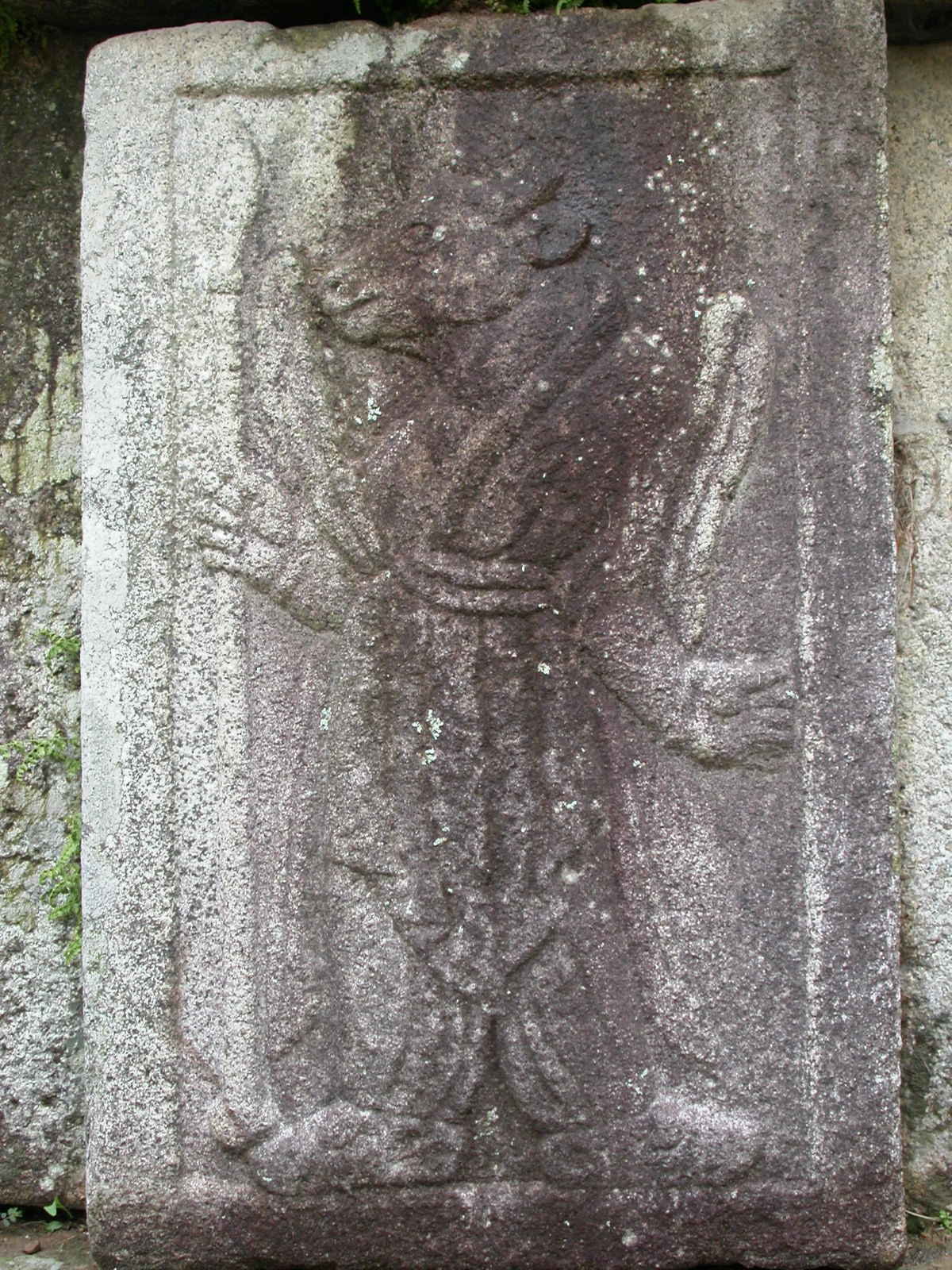
十二支神像（丑）
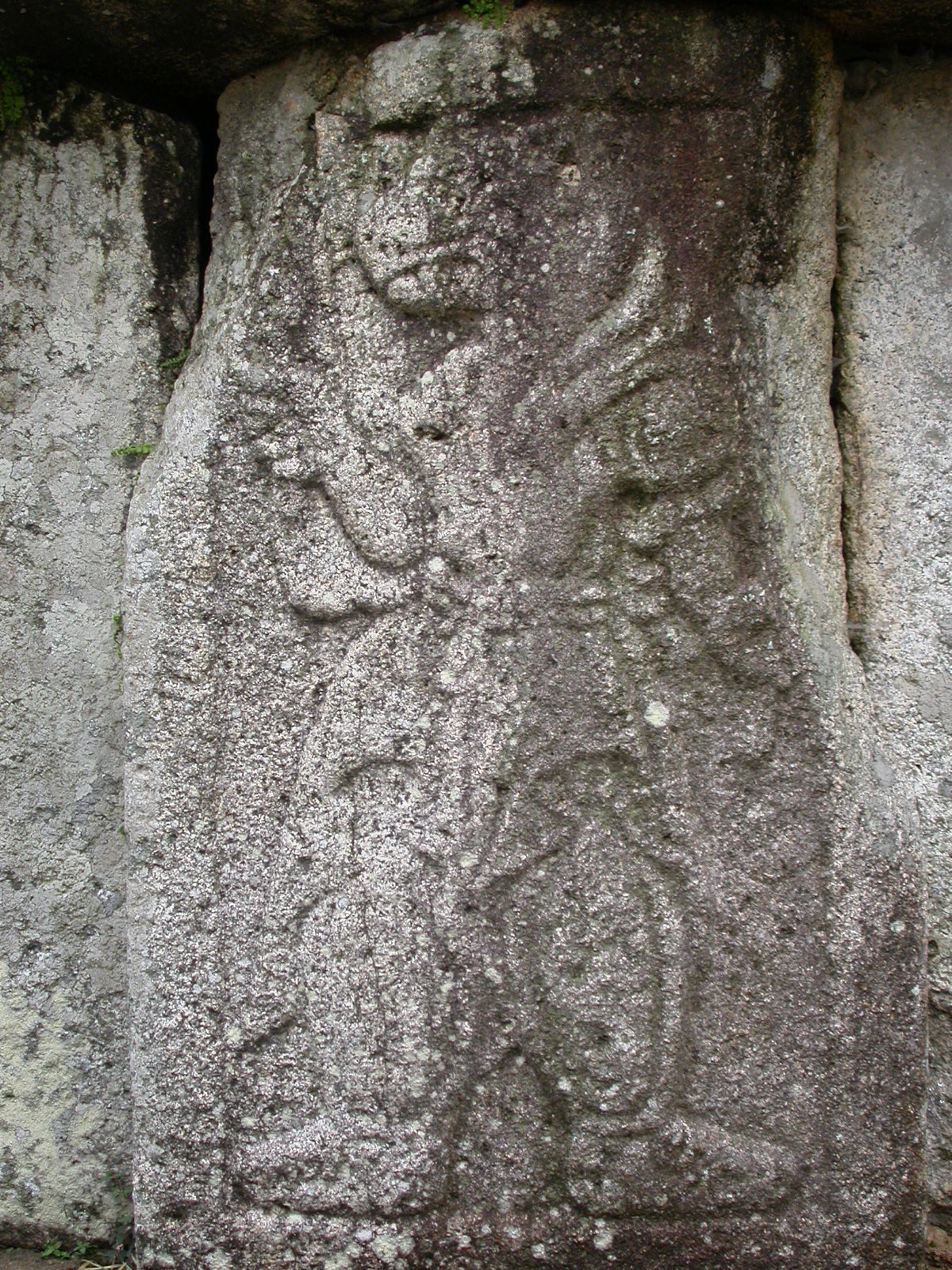
十二支神像（寅）
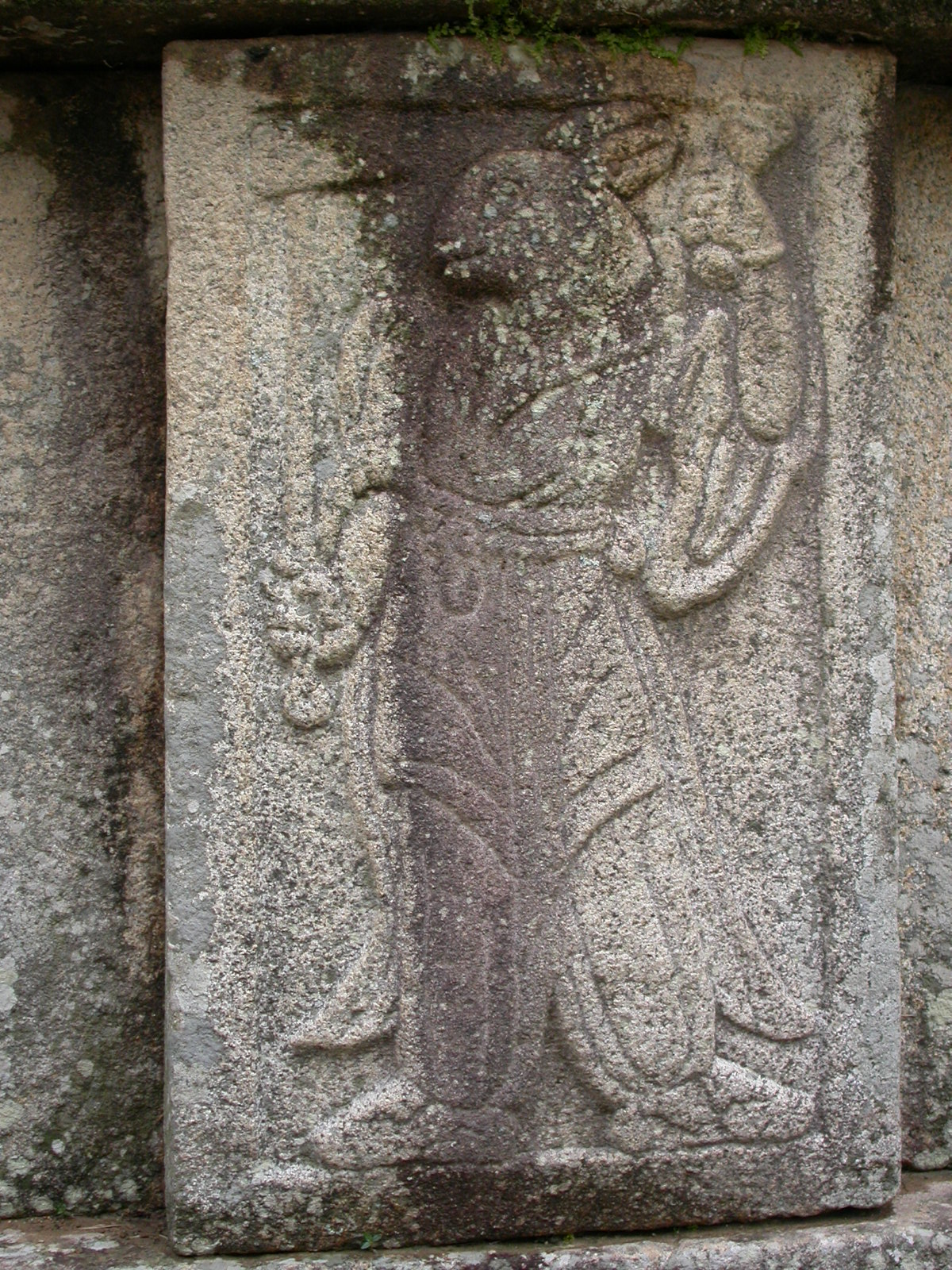
十二支神像（卯）
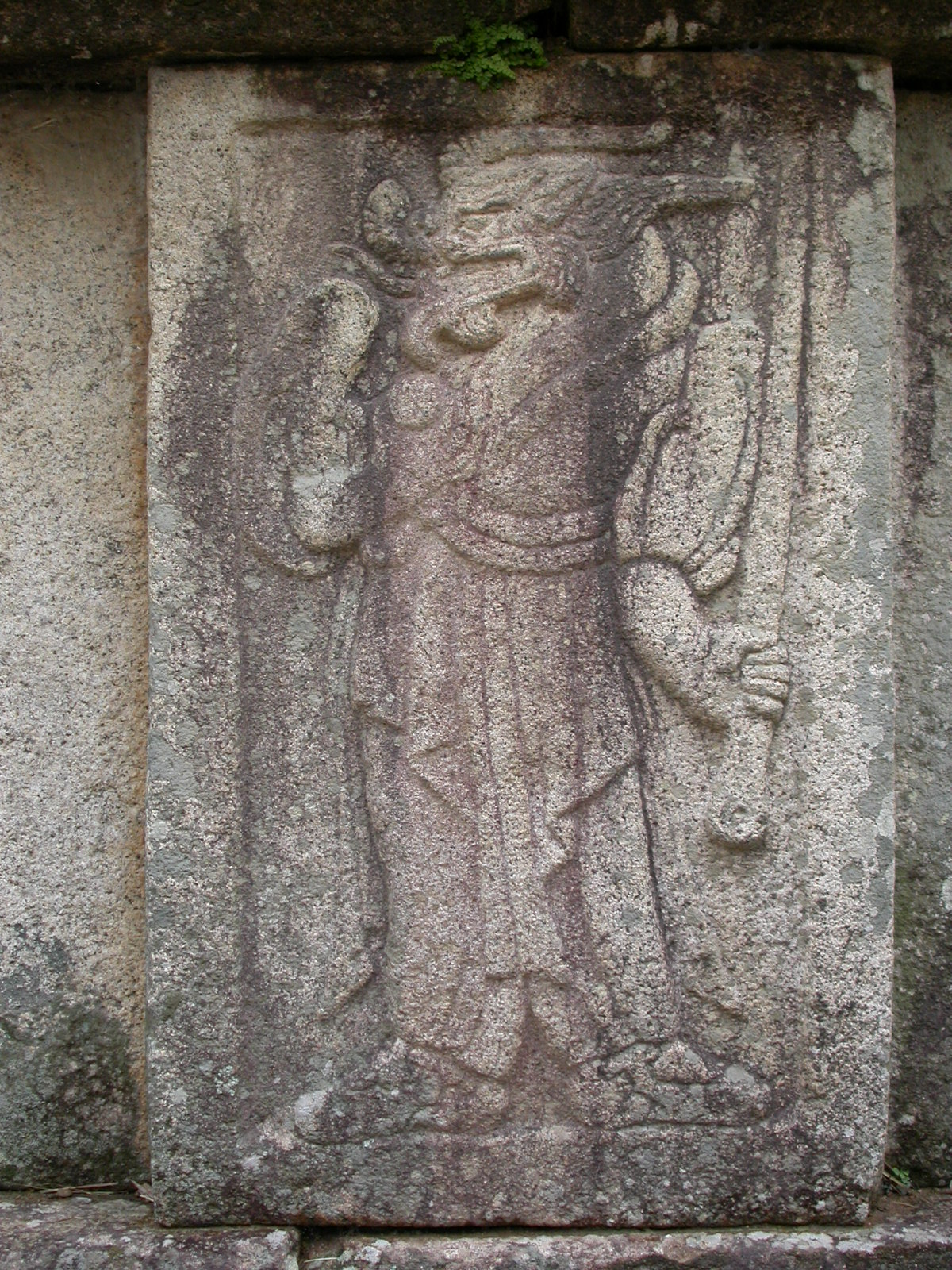
十二支神像（辰）
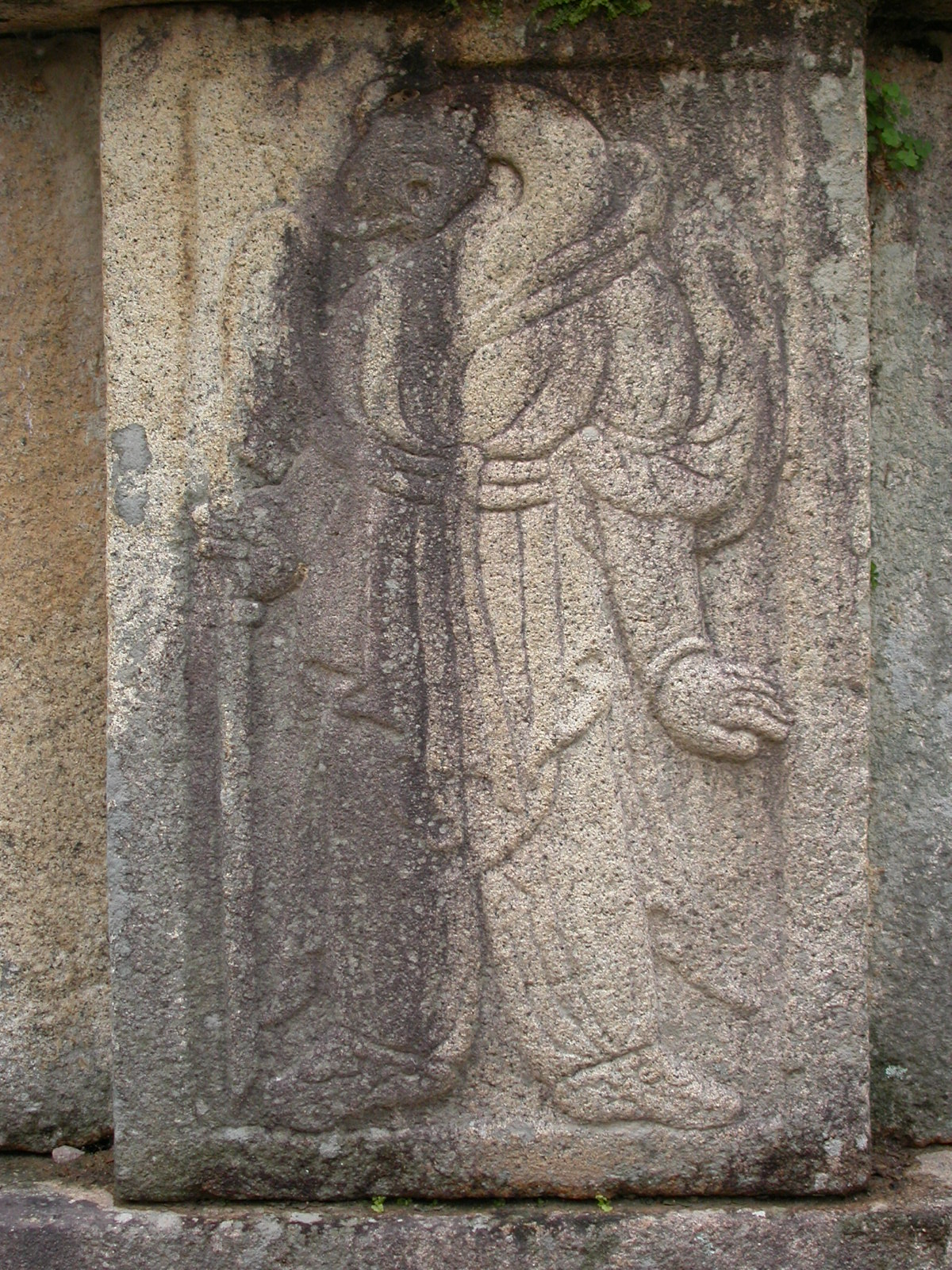
十二支神像（巳）
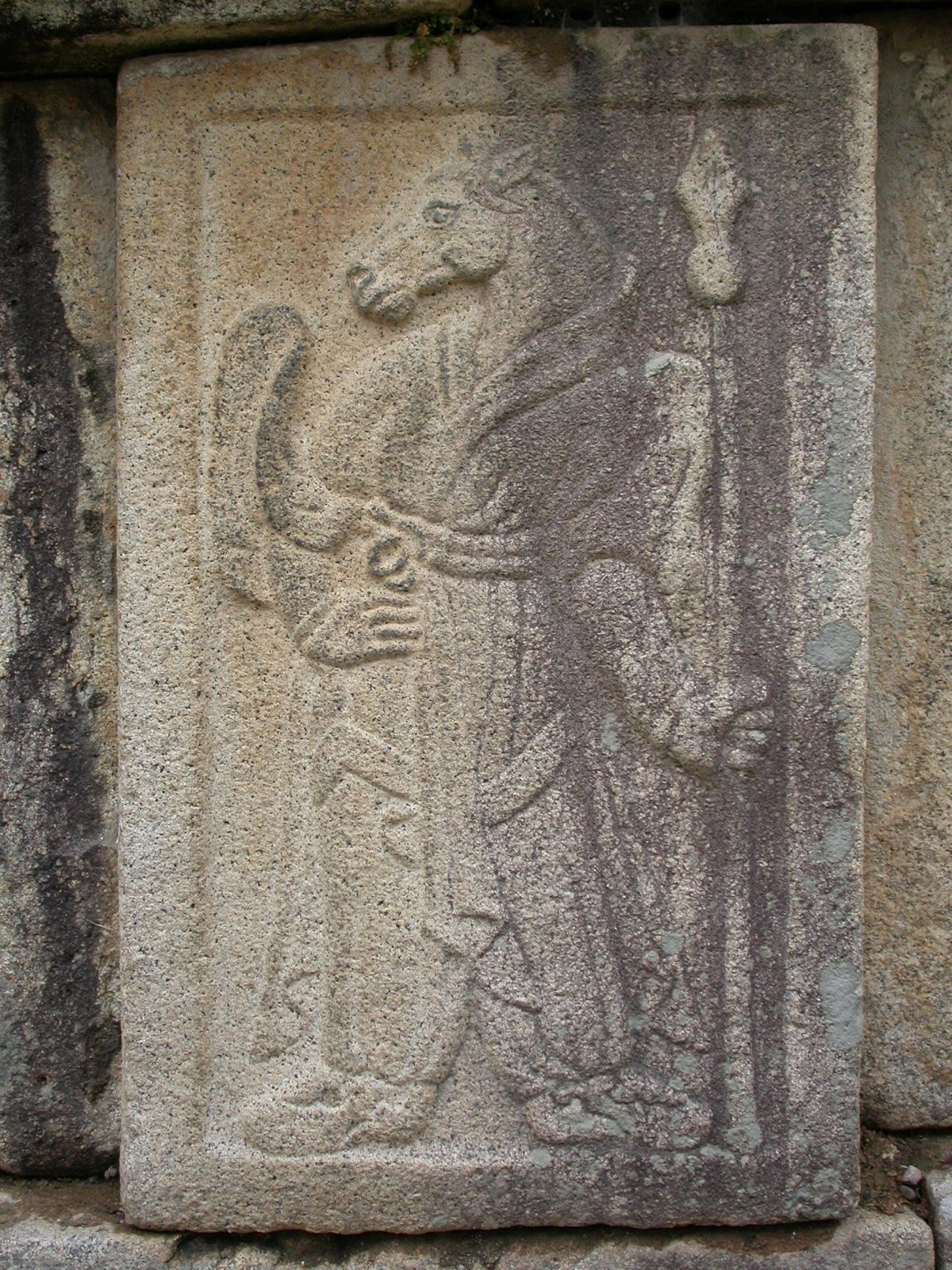
十二支神像（午）
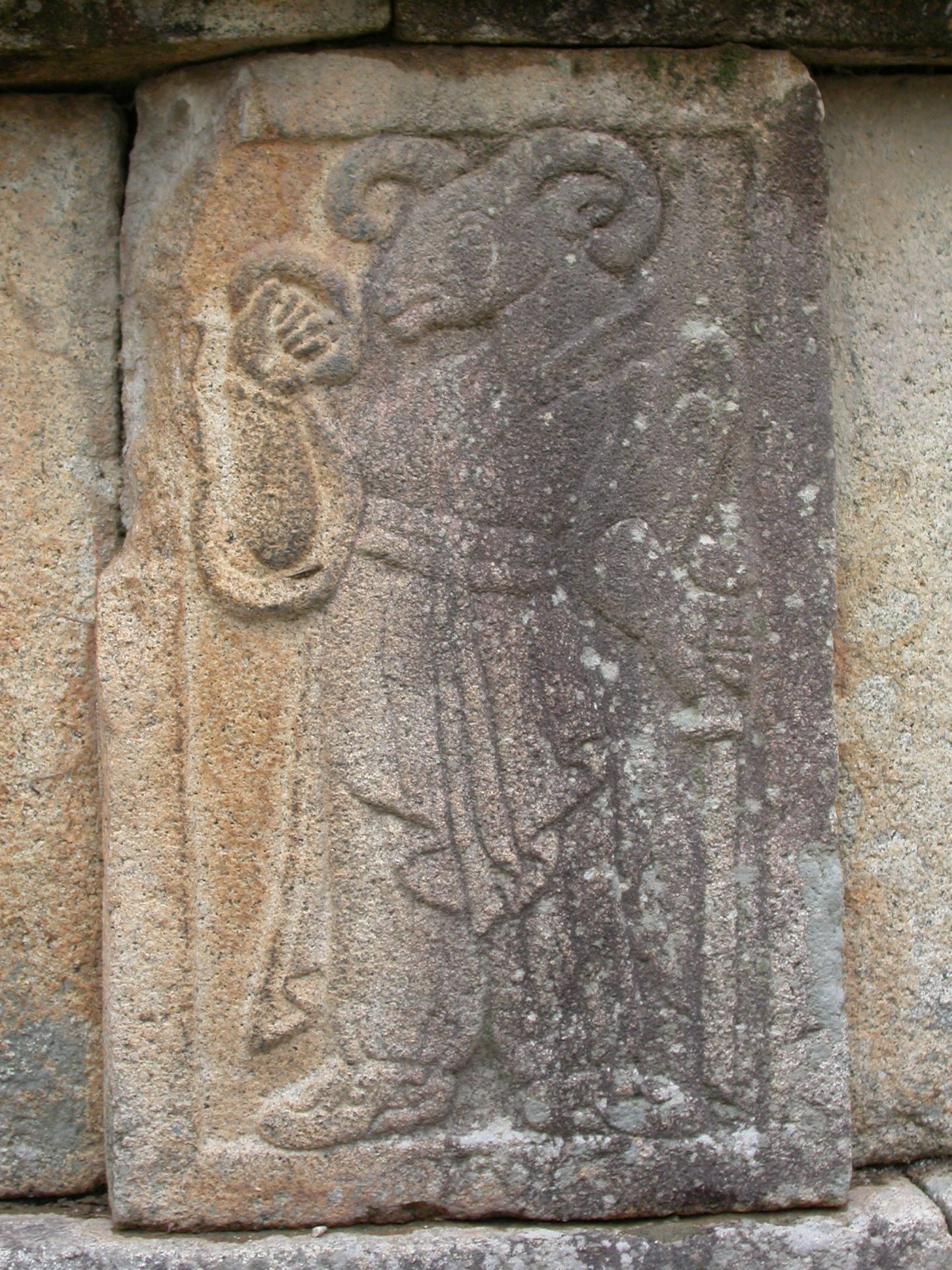
十二支神像（未）
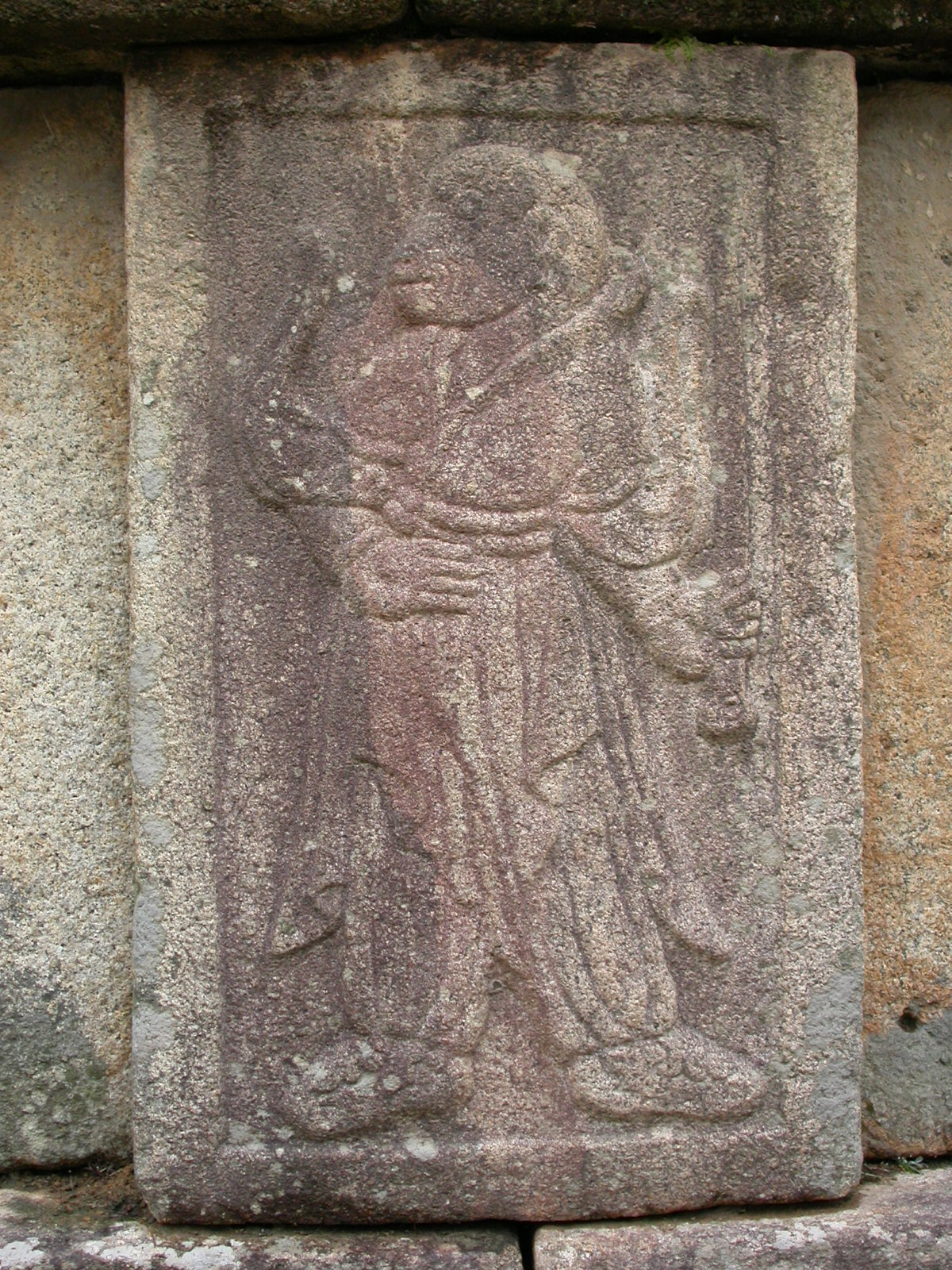
十二支神像（申）
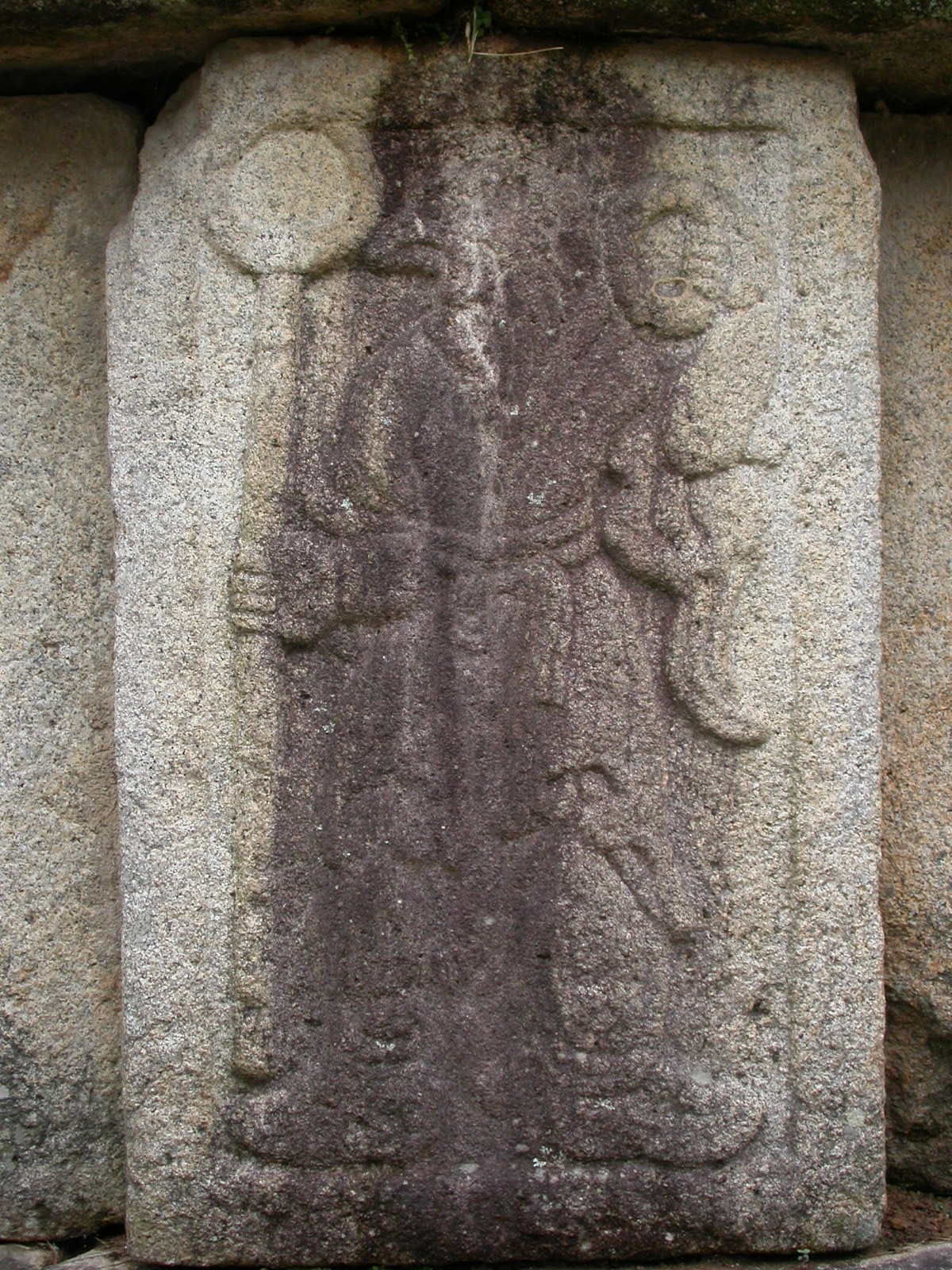
十二支神像（酉）
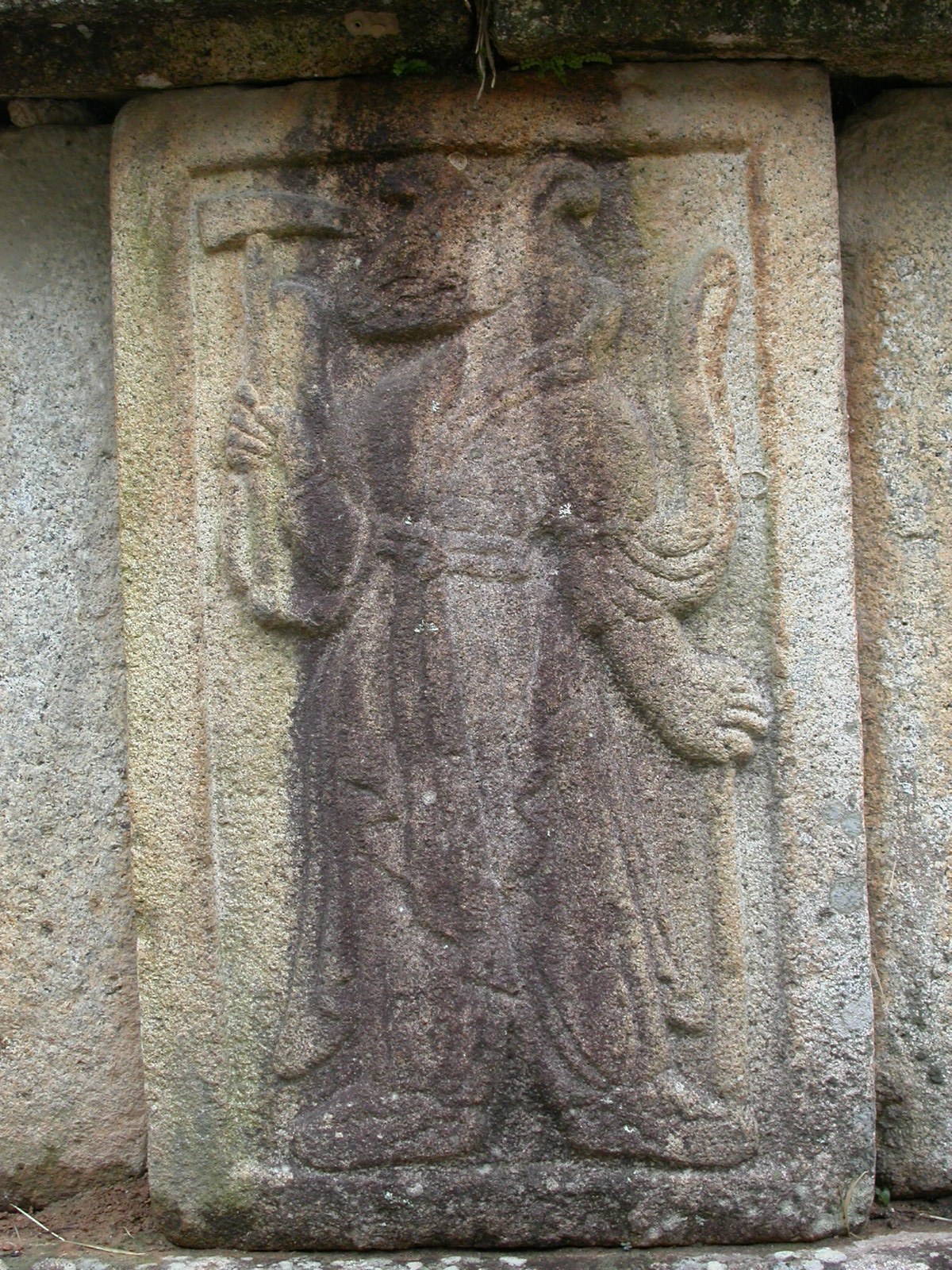
十二支神像（戌）
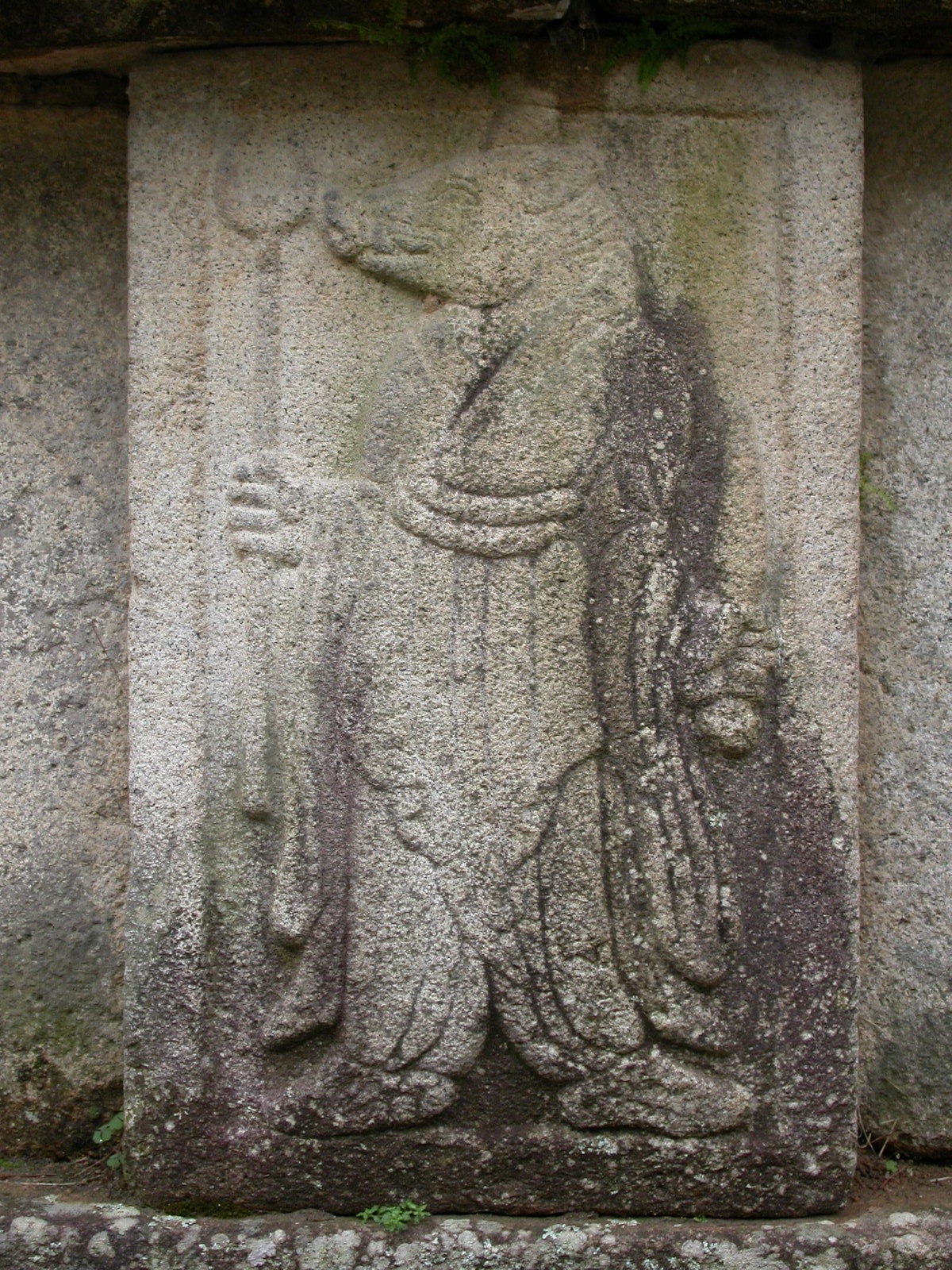
十二支神像（亥）

## 歴史
金庾信（真平王17年〈595年〉-文武王13年〈673年〉）は、7世紀、三国統一に貢献したことで名高い新羅の武将である。百済、高句麗を倒し、文武王8年（668年）より最高官位の「太大角干」となる。そして文武王13年（673年）に死去した後、835年、興徳王（在位826-836年）の時代に「興武大王」と追尊された。
今日、墳墓前面の左・右に「新羅太大角干金庾信墓」ならびに「開国公純忠壮烈興武王陵」と刻まれた碑石があり、参道の入口には「興武門」が備えられる。また、金角干墓（角干墓）とも称されたほか、一般に、金庾信将軍（興武大王）墓などと標記される。しかしこの陵墓は、実際には金庾信の墓でないとする説も提起されている。